# Program de afiliere
Un program de afiliere permite altor companii sau persoane fizice să promoveze produsele și serviciile unui comerciant în schimbul unei taxe pe bucată vândută.